# Курт Лау
Курт Лау (нім. Kurt Lau; 12 квітня 1916, Данциг — 30 квітня 1993, Кауфбойрен) — німецький льотчик-ас штурмової авіації, гауптман люфтваффе вермахту (1 жовтня 1943), оберстлейтенант люфтваффе бундесверу (1962). Кавалер Лицарського хреста Залізного хреста.

## Біографія
В юності займався планеризмом, а згодом закінчив школу Німецького авіаспортивного союзу, отримав диплом пілота моторного літака. 15 жовтня 1936 року призваний в 31-й кулеметний батальйон (Кенігсберг). 1 липня 1938 року переведений в люфтваффе. Закінчив авіаційне училище у Нойбіберзі. Після закінчення 1-го училища штурмової авіації в Істенбурзі влітку 1940 року зарахований в 1-у групу 3-ї ескадри пікіруючих бомбардувальників. В квітні-травні 1941 року брав участь у боях на Балканах, потім — у бойових діях у Північній Африці в районі Тобрука та Дерна, був поранений і потрапив у госпіталь. З червня 1942 року — командир 1-ї ескадрильї 2-ї ескадри пікіруючих бомбардувальників «Іммельман». Учасник Німецько-радянської війни. З 1 травня 1944 року — командир 1-ї групи своєї ескадри, з 7 листопада 1944 року — 2-ї групи 103-ї ескадри пікіруючих бомбардувальників. Всього за час бойових дій здійснив 897 бойових вильотів. В 1956 році вступив у ВПС ФРН. 30 вересня 1972 року вийшов у відставку.

## Нагороди
- Нагрудний знак пілота
- Залізний хреста 2-го і 1-го класу
- Авіаційна планка винищувача в золоті з підвіскою
- Нагрудний знак «За поранення» в чорному
- Почесний Кубок Люфтваффе (1 лютого 1943)
- Німецький хрест в золоті (18 березня 1943)
- Лицарський хрест Залізного хреста (6 квітня 1944) — за 700 бойових вильотів.